# 伊藤整一
伊藤 整一（いとう せいいち、1890年〈明治23年〉7月26日 - 1945年〈昭和20年〉4月7日）は、日本の海軍軍人。海軍兵学校39期。最終階級は海軍大将。

## 生涯

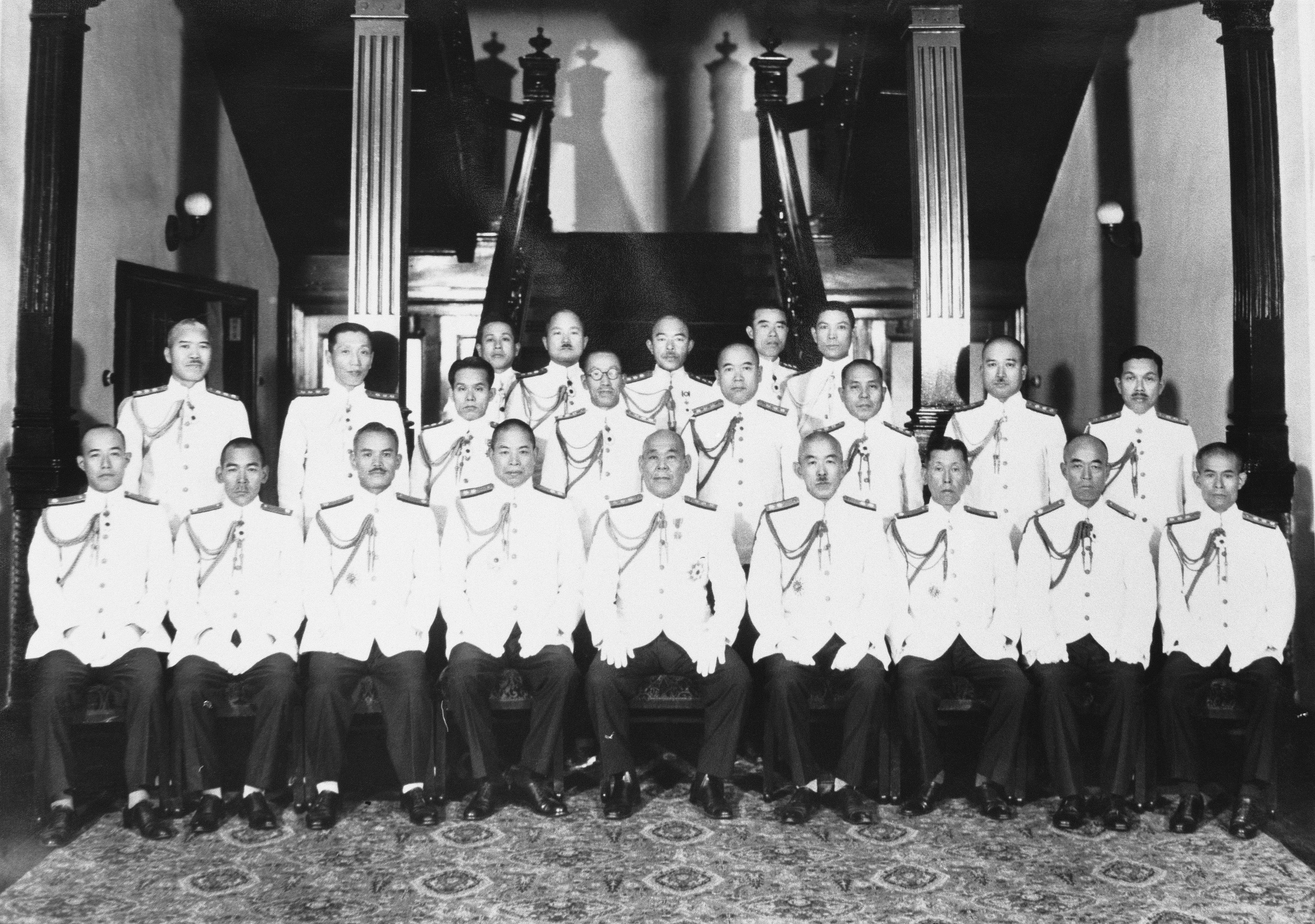
永野修身列元帥府祝賀会記念写真（前列左から4人目が伊藤整一）

1890年（明治23年）7月26日、福岡県三池郡高田町（現・みやま市）に父・梅太郎の長男として生まれる。1911年（明治44年）7月海軍兵学校39期を15番で卒業。海軍兵学校同期に遠藤喜一、高木武雄、山県正郷、岡敬純、角田覚治、原忠一などがいる。
1927年（昭和2年）5月、少佐でアメリカに派遣。アメリカに滞在していた時、レイモンド・スプルーアンスと深い親交を結んだ。伊藤が戦死した坊ノ岬沖海戦の際、米指揮官として攻撃命令を下したのはスプルーアンスであった。
太平洋戦争開戦直前の1941年（昭和16年）8月11日に軍令部次長に就任し、開戦前の国策会議に参画。開戦後、日米交換船で帰国した海軍の駐米大使館武官・横山一郎に対してアメリカの最新動向に関する質問を伊藤自身が行ったというエピソードが残る。最初、アメリカの太平洋方面の日本への反攻経路を横山に質問し、横山はサイパン・硫黄島等と回答した。そして、伊藤は、この戦争がどのように終結するかを検討するように、横山に依頼した。横山は、じっくり検討した末、どのようにしても日本の敗戦は避けられず、うまくいっても日清戦争以前に日本の状況は戻ると、伊藤に報告した。その報告の結果を聞いても伊藤は怒ることはなかったので、横山は伊藤の人格に感心した。
1944年（昭和19年）6月、マリアナ沖海戦の敗北後、第三四一海軍航空隊の岡村基春大佐から航空特攻決行の意見具申を受けた第二航空艦隊司令長官・福留繁中将は上京して、岡村の上申を伊藤に伝えるとともに中央における研究を進言した。伊藤は総長への本件報告と中央における研究を約束したが、まだ体当たり攻撃を命ずる時期ではないという考えを述べた。
12月23日、第二艦隊司令長官に補される。1945年（昭和20年）4月5日、伊藤は戦艦「大和」による海上特攻である天一号作戦参加を命令される。伊藤は無謀な作戦になかなか納得しなかったが、伊藤の海軍兵学校時代の後輩である連合艦隊参謀長・草鹿龍之介中将から「一億総特攻の魁となって頂きたい」と言われると「そうか、それならわかった」と即座に納得した。草鹿は元々は大和の海上特攻に反対していたが、首席参謀神重徳大佐が連合艦隊司令長官・豊田副武に勝手に決裁をとったために、草鹿が伊藤の説得をしなければならない状態だったのである。この作戦を実行するにあたり、伊藤は草鹿に対し『作戦行動が不可と判断した場合、現場司令官の判断で作戦を中止する』という確約を取り、草鹿もそれを了承している伊藤は連合艦隊及び軍令部の指示を受けずに、現場司令長官の判断で作戦を中止したほぼ唯一の司令長官である。
作戦の際、第五航空艦隊司令長官であった宇垣纏中将は、出撃中の第二艦隊に対して途中まで護衛戦闘機隊を出撃させたが、その護衛戦闘機隊の中に伊藤の長男である伊藤叡（あきら）中尉（兵72期）搭乗の零式艦上戦闘機も含まれており、父親の最期を空から見送った 。伊藤は愛妻家であり、残される妻や子供に「親愛なるお前様に後事を託して何事の憂いなきは此の上もなき仕合せと衷心より感謝致候　いとしき最愛のちとせ殿」という遺書を残していた。

## 年譜
- 1890年（明治23年）7月 - 福岡県三池郡高田町生
- 1911年（明治44年）7月 - 海軍兵学校を15番で卒業（39期）。
- 1912年（大正元年）12月 - 海軍少尉に任官。
- 1914年（大正3年）12月 - 海軍中尉に進級。
- 1917年（大正6年）12月 - 海軍大尉に進級。
- 1923年（大正12年）
  - 10月 - 海軍大学校を次席で卒業。
  - 12月 - 海軍少佐に進級。
- 1927年（昭和2年）
  - 5月 - 米国に派遣。
  - 12月 - 海軍中佐に進級。
- 1931年（昭和6年）12月1日 - 海軍大佐に進級。給油艦「鶴見」特務艦長。
- 1932年（昭和7年）3月8日 - 満州特設海軍機関付。
- 1933年（昭和8年）11月15日 - 巡洋艦「木曾」艦長。
- 1934年（昭和9年）
  - 4月1日 - 人事局第一課長。
  - 4月29日 - 功四級金鵄勲章受章[7]。
- 1935年（昭和10年）11月15日 - 巡洋艦「最上」艦長。
- 1936年（昭和11年）
  - 4月10日 - 巡洋艦「愛宕」艦長。
  - 12月1日 - 戦艦「榛名」艦長。
- 1937年（昭和12年）
  - 11月15日 - 第二艦隊参謀長。
  - 12月1日 - 海軍少将に進級。
- 1938年（昭和13年）12月15日 - 海軍省人事局長。
- 1940年（昭和15年）12月28日 - 第8戦隊司令官。
- 1941年（昭和16年）
  - 4月10日 - 連合艦隊兼第1艦隊参謀長。
  - 8月11日 - 軍令部次長。
  - 10月15日 - 海軍中将に進級。
  - 10月18日 - 兼海軍大学校長。
- 1942年（昭和17年）6月1日 - 免兼。
- 1944年（昭和19年）
  - 3月15日 - 兼海軍大学校長。
  - 11月19日 - 出仕。
  - 12月23日 - 第二艦隊司令長官。
- 1945年（昭和20年）4月7日 - 菊水作戦における戦艦「大和」沈没の際に艦に残り戦死。戦死後、同日付で海軍大将に特進。

## 栄典
- 1941年（昭和16年）11月1日 - 従四位
- 1945年（昭和20年）
  - 2月15日 - 正四位
  - 4月7日 - 従三位

## 演じた人物
- 高田稔（『戦艦大和』）
- 藤田進（『太平洋の翼』）
- 鶴田浩二（『連合艦隊』）
- 仲代達矢（フジテレビの3時間ドラマ『戦艦大和』。1990年）
- 田村高廣（TBSテレビの3時間ドラマ『愛と哀しみの海・戦艦大和の悲劇』。1990年）
- 渡哲也（『男たちの大和/YAMATO』）
- 中井貴一（『雪風 YUKIKAZE』）